# Stepan Krasjeninnikov
Stepan Petrovitj Krasjeninnikov (ryska: Крашенинников, Степан Петрович Крашенинников), född 11 november 1711, död 8 mars 1755, var en rysk upptäcktsresande i Sibirien, naturalist och geograf som gjorde den första detaljerade beskrivningen av Kamtjatka i början av 1700-talet. Han invaldes i Rysslands Vetenskapsakademi år 1745. 

## Eftermäle
Vulkanen Krasjeninnikov på Kamtjatkahalvön är uppkallad efter honom. Även asteroiden 14069 Krasheninnikov är uppkallad efter honom.